# Nactus pelagicus
Nactus pelagicus е вид влечуго от семейство Геконови (Gekkonidae). Видът не е застрашен от изчезване.

## Разпространение и местообитание
Разпространен е в Американска Самоа, Вануату, Ниуе, Нова Каледония, Острови Кук, Палау, Самоа, Токелау, Тонга, Фиджи и Френска Полинезия. Внесен е в Папуа Нова Гвинея (Бисмарк).
Вероятно е изчезнал в Гуам.
Обитава градски и гористи местности, крайбрежия и плажове.

## Описание
Популацията на вида е стабилна.